# Walerian Charkiewicz
Walerian Charkiewicz (ur. 1890, zm. 24 czerwca 1950 w Londynie) – oficer sanitarny rezerwy Wojska Polskiego, historyk, publicysta polityczny, poeta. 

## Życiorys
Walerian Charkiewicz był absolwentem USB w Wilnie. W 1928 roku uzyskał tytuł doktora pod kierunkiem Kazimierza Chodynickiego. W okresie międzywojennym związany z miejscowym środowiskiem konserwatystów. Publicysta wileńskiego „Słowa”. W 1939 był zatrudniony w Wojskowym Biurze Historycznym, w charakterze urzędnika cywilnego opłacanego z kredytów rzeczowych. Kierował Pracownią Naukową w Wilnie.
Brał udział w kampanii wrześniowej 1939. Następnie w niewoli radzieckiej – od 1939 w obozie w Kozielsku, następnie od 1940 w obozie jenieckim NKWD w Griazowcu. Od 17 grudnia 1941 pełnił służbę w Dowództwie Polskich Sił Zbrojnych w ZSRR na stanowisku kierownika Samodzielnego Referatu Historycznego, a po ewakuacji z ZSRR, na tym samym stanowisku w Dowództwie Armii Polskiej na Wschodzie. W październiku 1944, w wyniku przeprowadzonej reorganizacji służby archiwaln-historycznej, został kierownikiem Archiwum i Muzeum Polowego Nr 1 z siedzibą w Cezarei, a później w Neapolu. Na tym stanowisku pozostał do jesieni 1946.
Po wojnie na emigracji w Wielkiej Brytanii. Pierwszy redaktor tygodnika „Od A do Z”. Jako historyk zajmował się stosunkami religijnymi w Wielkim Księstwie Litewskim XVI-XVII w., magnaterią kresową, dziejami Polaków w okresie II wojny światowej.

## Wybrane prace
- Scypion ruski. Konstanty Iwanowicz Ostrogski, 1929.
- O mistrzu Andrzeju i Matce Makrynie,  1935.
- Ostatnie lata alumnatu papieskiego w Wilnie, Wilno 1929.
- U grobu unji kościelnej, Kraków 1926.
- Zmierzch unji kościelnej na Litwie i Białorusi, Wilno 1929.

## Ordery i odznaczenia
- Złoty Krzyż Zasługi (11 listopada 1937)[3]